# Stadienbestimmung (Onkologie)
Als Stadienbestimmung oder (englisch) Staging bezeichnet man in der Onkologie den Teil der Diagnostik, der der Feststellung des Ausbreitungsgrades eines bösartigen Tumores dient. Sie wird zur Basis für die Entscheidung, zu welcher Therapie dem Patienten geraten wird. Eine erneute Stadienbestimmung wird auch als Re-Staging bezeichnet.

## Methoden
Für die Stadienbestimmung einer Krebserkrankung werden alle Möglichkeiten der Diagnostik herangezogen. Bereits eine körperliche Untersuchung mit einfachen Hilfsmitteln liefert erste Hinweise, zum Beispiel auf die Beteiligung oberflächlicher Lymphknoten. Besonders wichtig sind beim Staging die bildgebenden Verfahren. Oft werden Biopsien aus dem Primärherd, aus Metastasen oder aus verdächtigen Lymphknoten entnommen. In manchen Situationen kann die Tumorausbreitung nur mit einer diagnostischen (explorativen) Operation geklärt werden. Wird Gewebe gewonnen, kann man zusätzlich aus der Histologie und der Zytologie auf die biologischen Eigenschaften des Tumors schließen (Grading; im pathologischen Befund ausgewiesen als G1, G2, G3, evtl. auch G4).

## Systematiken
Verschiedene Systeme sind für das Staging entwickelt worden. Solide Tumoren werden normalerweise nach dem TNM-System klassifiziert. Dabei steht T für Tumor (dessen lokale Ausbreitung), N für node (Lymphknotenbefall) und M für Metastasen (Tochtergeschwulste außerhalb des primär betroffenen Organs). 
Weitere bekannte und in den Krebsregistern verwendete Klassifikationen sind u. a.:
- Ann-Arbor-Klassifikation (Lymphome)
- Stadieneinteilung nach Rai und Binet (chronische lymphatische Leukämie)
- CML-Phasen (chronische myeloische Leukämie)
- Stadieneinteilung nach Durie und Salmon (Multiples Myelom)
- FAB-Klassifikation (Klassifikation der French-American-British Cooperative Group) (akute myeloische Leukämie)
- Gleason-Score (Prostatakarzinom)

## Stadium als Entscheidungsgrundlage
Für die Behandlung von Krebserkrankungen stehen verschiedene Therapieansätze zur Auswahl. Die meisten Behandlungsmethoden sind hochwirksam, aber auch mit erheblichen Nebenwirkungen und Gefahren belastet. Die Stadienbestimmung hilft, in der jeweiligen Situation die beste Auswahl zu treffen. In den Stadien I und II ist dies oft ein chirurgischer Eingriff mit Resektion des Tumors oder Entfernung des betroffenen Organs, gelegentlich ergänzt durch eine lokale Strahlentherapie. Bei weiterer Ausbreitung nützt eine Operation oft wenig. Stattdessen kann eine systemische Therapie (Strahlen- oder Chemotherapie) aussichtsreicher sein.
Wenn aufgrund des Stagings feststeht, dass eine Krebserkrankung nicht kurativ (mit Heilungsaussicht) behandelt werden kann, geht der Onkologe zurückhaltender vor und bietet eine palliative Therapie an, also eine, die die Verbesserung der Lebensqualität statt der Lebensverlängerung zum Ziel hat.
Die vorhandenen Stagingsysteme erheben nicht den Anspruch, die Ausbreitung einer Krankheit vollständig zu beschreiben. Sie ermöglichen vielmehr eine grobe Klassifikation, eine Einschätzung der Prognose und eine systematische Aufzeichnung des Verlaufs einer Erkrankung und des Erfolgs oder Misserfolgs einer Therapie. Der letztere Aspekt ist besonders wichtig, wenn es darum geht, die Erfahrungen an verschiedenen Behandlungszentren zu sammeln (Krebsregister) und für einen individuellen Patienten nutzbar zu machen.